# Mare de Déu del Port
La Mare de Deu del Port és una església dins del nucli urbà de la població de Llançà, a l'extrem de ponent del barri del Port, delimitada entre l'avinguda Pau Casals i el carrer dels Xiprers. El temple pertany al veïnat del Port de Llançà, a la parròquia de Sant Vicenç i al mateix temps és la capella del cementiri, situat al costat de llevant de l'església.

## Arquitectura
Temple d'una sola nau amb la capçalera rectangular orientada a migdia, molt reformada. La nau està coberta per un sostre de revoltons sostingut per dos arcs formers apuntats, recolzats als murs laterals del temple. L'absis, en canvi, té el sostre pla i està obert a la nau mitjançant un arc triomfal apuntat, sostingut per dues impostes motllurades encastades als murs laterals. La sagristia, situada al costat de llevant de l'absis, està coberta per una volta d'aresta amb llunetes, sostinguda per una cornisa motllurada. La façana principal, orientada a tramuntana, presenta una portalada d'arc de mig punt adovellat actualment reformada, amb la següent inscripció gravada: "1691 / SIT NOMEN DOMINI BENE / DICTUM: IAN LLUIS: TRESSER / RRES : ARMITA". Damunt de la porta hi ha una fornícula de mig punt restituïda amb la imatge de la Verge i un petit rosetó també reformat. La façana està coronada per un campanar d'espadanya d'un sol ull de punt rodó, cobert amb teuladeta de dues vessants. La façana de ponent presenta un altre portal d'accés a l'interior del temple. És d'arc de mig punt adovellat, amb un gravat inscrit a la part superior i una creu amb peanya: "1692 / FRA IOAN". La porta està protegida per un cobert embigat, sostingut amb mènsules esglaonades fetes de maons. Al seu costat hi ha les restes del que es podria identificar com una antiga capella lateral. Conserva una arcada de mig punt bastida amb maons. El temple està arrebossat i emblanquinat, tant a l'interior de l'edifici com a l'exterior.

## Història
Edificada a finals del segle xvii, l'any 1691, tal com apareix a les dovelles de l'arc de la porta. Es diu que la construcció d'aquest temple va ser obra del mariner Joan-Lluís Tresserres, com a promesa feta en alta mar i en agraïment per haver-se salvat d'un greu temporal al mar.
L'antiga imatge va desaparèixer el 1936 i actualment s'hi venera amb molta devoció la Mare de Déu del Carme, amb una popular festa i processó al voltant del 16 de juliol.
Al cementiri de Llançà s'hi guardà durant molts anys el fragment de columna de marbre esculpida pel Mestre de Cabestany, procedent de la portada de l'església de Sant Pere de Rodes, que avui és al Museu de l'Empordà de Figueres. Al cim de la columna hi havia hagut un capitell també procedent del mateix lloc.